# Russell Kirsch
Russell A. Kirsch (ur. 20 czerwca 1929 r. w Nowym Jorku, zm. 11 sierpnia 2020 r. w Portlandzie) – amerykański inżynier i informatyk, wynalazca pierwszego cyfrowego skanera obrazu i twórca pojęcia pikseli.

## Życiorys
Urodził się 20 czerwca 1929 r. w Nowym Jorku w rodzinie żydowskich imigrantów z Rosji i Węgier. Uczęszczał na Bronx High School of Science, Harvard University, Massachusetts Institute of Technology i New York University. Od 1951 r. przez całą karierę zawodową był związany z amerykańskim National Bureau of Standards, które stworzyło później pierwszy amerykański komputer SEAC.
W 1957 r. zespół pod kierownictwem Kirscha opracował pierwszy cyfrowy skaner obrazów w formie obracającego się bębna z fotopowielaczem badającym odbicia od obrazka i wykonał pierwsze skany, zapoczątkowując technologię obrazowania. Jednym z pierwszych obrobionych obrazów było zdjęcie trzymiesięcznego syna Kirscha o rozdzielczości 30 976 pikseli – wyłącznie białych i czarnych, bez przejść w skali szarości. W 2003 r. obraz ten trafił do zbioru 100 zdjęć, które zmieniły świat magazynu „Life”, a oryginalne zdjęcie znajduje się w Muzeum Sztuki w Portlandzie. Na badaniach Kirscha bazował wynalazca tomografu komputerowego Godfrey Hounsfield.
Kirsch szefował także Artificial Intelligence Group, która na początku lat 1960. pracowała nad wdrożeniem rozwiązań sztucznej inteligencji w procesach rozpoznawania i przetwarzania obrazów, co znalazło zastosowanie w obrazowaniu biomedycznym, wykrywaniu sfałszowanych pieniędzy czy archeologii. Jego imieniem nazwano algorytm, który opracował do wykrywania krawędzi w obrazach.
Na emeryturze przeniósł się z domu wybudowanego na wsi w Marylandzie do Portlandu. Wraz z żoną podróżował po świecie, dokumentując sztukę naskalną w Europie, Afryce i USA, a także stworzył stereoskopowe obrazy tych dzieł sztuki, by lepiej móc je badać i łatwiej wykrywać współczesne podróbki. Pod koniec życia zaczął pisać poezję.
Członek American Association for the Advancement of Science oraz Instytutu Inżynierów Elektryków i Elektroników.
Żonaty z historyczką Joan Levin, z którą miał czworo dzieci.
Zmarł 11 sierpnia 2020 r. w swoim domu w Portlandzie w wyniku komplikacji związanych z chorobą Alzheimera.